# Axel Rydin
Axel Valentin Rydin (Linköping, 14 de febrero de 1887-Norrköping, 31 de mayo de 1971) fue un deportista sueco que compitió en vela en la clase 40 m2. Participó en los Juegos Olímpicos de Amberes 1920, obteniendo una medalla de oro en la clase 40 m2.

## Palmarés internacional
| Juegos Olímpicos | Juegos Olímpicos  | Juegos Olímpicos | Juegos Olímpicos |
| Año              | Lugar             | Medalla          | Clase            |
| ---------------- | ----------------- | ---------------- | ---------------- |
| 1920             | Amberes (Bélgica) | Medalla de oro   | 40 m2            |